# George Gordon, 1.º Conde de Aberdeen
George Gordon, 1.º Conde de Aberdeen (3 de outubro de 1637 – 20 de abril de 1720), Lorde Chanceler da Escócia, foi o segundo filho de John Gordon, 1.º Baronete de Haddo, Aberdeenshire, (executado em 1644) e de sua esposa, Mary Forbes.

## Educação
Graduou-se na Master of Arts, e trabalhou como professor no King's College, Aberdeen, em 1658. Posteriormente, viajou e estudou o sistema romano-germânico no exterior.

## Carreira
Na Restauração, o sequestro de terras de seu pai foi anulado, e com a morte de seu irmão mais velho, Sir John Gordon, 2º Baronete de Haddo em 1665, sucedeu-o como 3º Baronete de Haddo e herdou os bens da família. Voltou para casa em 1667, foi admitido como advogado em 1668 e ganhou grande reputação atuando na área do Direito. Representou Aberdeenshire no Parlamento da Escócia de 1669 e nas assembleias seguintes, durante sua primeira sessão de forte oposição à união projetada das duas legislaturas. Em novembro de 1678 foi nomeado Conselheiro Privado para a Escócia, e em 1680 foi elevado ao Tribunal de Sessão como Lorde de Haddo. Foi um dos principais integrantes da administração do Duque de Iorque, foi nomeado Lorde dos Artigos em junho e em novembro de 1681 Lorde Presidente do Conselho Privado. No mesmo ano foi denunciado no Conselho por tortura às testemunhas.
Em 1682 foi nomeado Lorde Chanceler da Escócia, e em 13 de novembro recebeu o título de Conde de Aberdeen, Visconde de Formartine, e Lorde de Haddo, Methlick, Tarves e Kellie, no Pariato da Escócia, sendo apontado também Xerife principal de Aberdeenshire e Midlothian.
Burnet refere-se a ele de forma negativa, chama-o de 'um homem orgulhoso e avarentos' e declara:
"o novo chanceler excedeu a todos aqueles que o antecederam".
Executou as leis impondo religiosa conformidade com severidade, e encheu as igrejas paroquiais, mas resistiu ao excesso de medidas de tirania prescrito pelo governo inglês; e em consequência de uma intriga do Duque de Queensberry e do Lorde de Perth, que ganhou a duquesa de Portsmouth com um presente de £ 27 mil, foi demitido em 1684.
Após sua queda, foi submetido a vários processos por seus rivais vitoriosos com o fim de descobrir algum ato de má administração que pudesse ser usado contra ele, mas as investigações só serviram para reforçar o seu crédito. Tomou parte ativa no parlamento em 1685 e 1686, mas continuou a fazer parte da oposição durante todo o reinado de Guilherme, sendo frequentemente multado por seu não comparecimento às sessões, e apenas jurou lealdade, pela primeira vez, após a rainha Ana subir ao trono em 11 de maio de 1703.
No importante assunto da União em 1707, desde os protestos contra a conclusão do tratado até a revogação do ato que declarava o escocês um estrangeiro, ele recusou-se a apoiar a oposição, e absteve-se de ir ao Parlamento, quando o tratado foi concluído.
É descrito por John Mackay como:
"um grande conhecedor das leis e da constituição de seu país, e considerado o mais sólido estadista da Escócia, um excelente orador, de fala pausada, porém segura".

## Família
George Gordon casou com Anne Lockhart, filha e (eventual) única herdeira de George Lockhart de Tarbrax e Anne Lockhart, em 1671, e teve os seguintes filhos:
- John Gordon (1673–1675)
- George Gordon, Lorde de Haddo (1674 – após 1694), d.v.p.s.p.
- Anne Gordon (1675–1709), casada com Alexander Montgomerie, 9.º Conde de Eglinton
- James Gordon (1676–?), d.v.p.s.p.
- Jean Gordon (1678–?)
- William Gordon, 2.º Conde de Aberdeen (1679–30 de março de 1746)
- Martha Gordon (1681–?), casada com John Udny de Udny em março de 1701
- Mary Gordon (1682 – 1753), casada com Alexander Fraser, 13.º Lorde de Saltoun, 26 de outubro de 1707
- Margaret Gordon (m. 1738)

Seu único filho sobrevivente, William, sucedeu-o como 2.º Conde de Aberdeen. George Gordon morreu em 20 de abril de 1720, tendo acumulado uma grande fortuna.